# Giro di Svizzera 1988
Il Giro di Svizzera 1988, cinquantaduesima edizione della corsa, si svolse dal 14 al 23 giugno su un percorso di 1 800 km ripartiti in 10 tappe, con partenza a Dübendorf e arrivo a Zurigo. Fu vinto dall'austriaco Helmut Wechselberger della Malvor-Sidi davanti al canadese Steve Bauer e al portoghese Acácio da Silva.

## Tappe
| Tappa  | Data      | Percorso                               | km   | Vincitore di tappa   | Leader cl. generale  |
| ------ | --------- | -------------------------------------- | ---- | -------------------- | -------------------- |
| 1ª     | 14 giugno | Dübendorf > Dübendorf                  | 127  | Stephan Joho         | Stephan Joho         |
| 2ª     | 15 giugno | Dübendorf > Zofingen                   | 185  | Werner Stutz         | Leo Schönenberger    |
| 3ª     | 16 giugno | Zofingen > Kandersteg                  | 217  | Acácio da Silva      | Acácio da Silva      |
| 4ª     | 17 giugno | Kandersteg > Bulle                     | 210  | Maurizio Fondriest   | Acácio da Silva      |
| 5ª     | 18 giugno | Bulle > Leukerbad                      | 199  | Luc Roosen           | Acácio da Silva      |
| 6ª     | 19 giugno | Sierre > Leukerbad (cron. individuale) | 18,5 | Jean-Claude Leclercq | Helmut Wechselberger |
| 7ª     | 20 giugno | Leukerbad > Locarno                    | 207  | Francesco Cesarini   | Helmut Wechselberger |
| 8ª     | 21 giugno | Locarno > Coira                        | 247  | Steve Bauer          | Helmut Wechselberger |
| 9ª     | 22 giugno | Coira > Sciaffusa                      | 210  | Stephan Joho         | Helmut Wechselberger |
| 10ª    | 23 giugno | Sciaffusa > Zurigo                     | 180  | Urs Freuler          | Helmut Wechselberger |
| Totale | Totale    | Totale                                 | 1800 |                      |                      |

## Dettagli delle tappe

### 1ª tappa
- 14 giugno: Dübendorf > Dübendorf – 127 km

| Pos. | Corridore         | Squadra  | Tempo    |
| ---- | ----------------- | -------- | -------- |
| 1    | Stephan Joho      | Ariostea | 3h10'23" |
| 2    | Leo Schönenberger | Teka     | s.t.     |
| 3    | Jesper Skibby     | Roland   | s.t.     |

| Pos. | Corridore          | Squadra  | Tempo    |
| ---- | ------------------ | -------- | -------- |
| 1    | Stephan Joho       | Ariostea | 3h10'10" |
| 2    | Jesper Skibby      | Roland   | a 8"     |
| 3    | Gert-Jan Theunisse | PDM      | s.t.     |

### 2ª tappa
- 15 giugno: Dübendorf > Zofingen – 185 km

| Pos. | Corridore         | Squadra    | Tempo    |
| ---- | ----------------- | ---------- | -------- |
| 1    | Werner Stutz      | Cyndarella | 4h49'44" |
| 2    | Michael Wilson    | Weinmann   | s.t.     |
| 3    | Leo Schönenberger | Teka       | a 4"     |

| Pos. | Corridore         | Squadra    | Tempo    |
| ---- | ----------------- | ---------- | -------- |
| 1    | Leo Schönenberger | Teka       | 8h00'07" |
| 2    | Werner Stutz      | Cyndarella | a 50"    |
| 3    | Michael Wilson    | Weinmann   | s.t.     |

### 3ª tappa
- 16 giugno: Zofingen > Kandersteg – 217 km

| Pos. | Corridore            | Squadra      | Tempo    |
| ---- | -------------------- | ------------ | -------- |
| 1    | Acácio da Silva      | Kas-Canal 10 | 5h10'32" |
| 2    | Helmut Wechselberger | Malvor-Sidi  | s.t.     |
| 3    | Rolf Järmann         | Cyndarella   | a 24"    |

| Pos. | Corridore            | Squadra      | Tempo     |
| ---- | -------------------- | ------------ | --------- |
| 1    | Acácio da Silva      | Kas-Canal 10 | 13h12'34" |
| 2    | Helmut Wechselberger | Malvor-Sidi  | s.t.      |
| 3    | Steve Bauer          | Weinmann     | a 37"     |

### 4ª tappa
- 17 giugno: Kandersteg > Bulle – 210 km

| Pos. | Corridore          | Squadra   | Tempo    |
| ---- | ------------------ | --------- | -------- |
| 1    | Maurizio Fondriest | Alfa Lum  | 5h19'52" |
| 2    | Steven Rooks       | PDM       | s.t.     |
| 3    | Urs Freuler        | Panasonic | s.t.     |

| Pos. | Corridore            | Squadra      | Tempo     |
| ---- | -------------------- | ------------ | --------- |
| 1    | Acácio da Silva      | Kas-Canal 10 | 18h32'26" |
| 2    | Helmut Wechselberger | Malvor-Sidi  | s.t.      |
| 3    | Steve Bauer          | Weinmann     | a 37"     |

### 5ª tappa
- 18 giugno: Bulle > Leukerbad – 199 km

| Pos. | Corridore       | Squadra    | Tempo    |
| ---- | --------------- | ---------- | -------- |
| 1    | Luc Roosen      | Roland     | 4h38'19" |
| 2    | Beat Breu       | Cyndarella | a 18"    |
| 3    | Marcello Siboni | Ariostea   | a 22"    |

| Pos. | Corridore            | Squadra      | Tempo     |
| ---- | -------------------- | ------------ | --------- |
| 1    | Acácio da Silva      | Kas-Canal 10 | 23h11'20" |
| 2    | Helmut Wechselberger | Malvor-Sidi  | s.t.      |
| 3    | Steve Bauer          | Weinmann     | a 37"     |

### 6ª tappa
- 19 giugno: Sierre > Leukerbad (cron. individuale) – 18,5 km

| Pos. | Corridore            | Squadra      | Tempo  |
| ---- | -------------------- | ------------ | ------ |
| 1    | Jean-Claude Leclercq | Weinmann     | 37'20" |
| 2    | Helmut Wechselberger | Malvor-Sidi  | a 36"  |
| 3    | Sean Kelly           | Kas-Canal 10 | a 49"  |

| Pos. | Corridore            | Squadra      | Tempo     |
| ---- | -------------------- | ------------ | --------- |
| 1    | Helmut Wechselberger | Malvor-Sidi  | 23h49'16" |
| 2    | Steve Bauer          | Weinmann     | a 1'58"   |
| 3    | Acácio da Silva      | Kas-Canal 10 | a 2'05"   |

### 7ª tappa
- 20 giugno: Leukerbad > Locarno – 207 km

| Pos. | Corridore          | Squadra      | Tempo    |
| ---- | ------------------ | ------------ | -------- |
| 1    | Francesco Cesarini | Ariostea     | 4h55'14" |
| 2    | Alfred Achermann   | Kas-Canal 10 | a 6"     |
| 3    | Daniele Caroli     | Alfa Lum     | a 6'03"  |

| Pos. | Corridore            | Squadra      | Tempo     |
| ---- | -------------------- | ------------ | --------- |
| 1    | Helmut Wechselberger | Malvor-Sidi  | 28h51'41" |
| 2    | Steve Bauer          | Weinmann     | a 1'58"   |
| 3    | Acácio da Silva      | Kas-Canal 10 | a 2'05"   |

### 8ª tappa
- 21 giugno: Locarno > Coira – 247 km

| Pos. | Corridore       | Squadra      | Tempo    |
| ---- | --------------- | ------------ | -------- |
| 1    | Steve Bauer     | Weinmann     | 6h43'47" |
| 2    | Luc Roosen      | Roland       | s.t.     |
| 3    | Acácio da Silva | Kas-Canal 10 | a 2"     |

| Pos. | Corridore            | Squadra      | Tempo     |
| ---- | -------------------- | ------------ | --------- |
| 1    | Helmut Wechselberger | Malvor-Sidi  | 35h35'47" |
| 2    | Steve Bauer          | Weinmann     | a 1'39"   |
| 3    | Acácio da Silva      | Kas-Canal 10 | a 1'48"   |

### 9ª tappa
- 22 giugno: Coira > Sciaffusa – 210 km

| Pos. | Corridore            | Squadra  | Tempo    |
| ---- | -------------------- | -------- | -------- |
| 1    | Stephan Joho         | Ariostea | 5h01'24" |
| 2    | Jesper Skibby        | Roland   | s.t.     |
| 3    | Jean-Claude Leclercq | Weinmann | s.t.     |

| Pos. | Corridore            | Squadra      | Tempo     |
| ---- | -------------------- | ------------ | --------- |
| 1    | Helmut Wechselberger | Malvor-Sidi  | 40h38'15" |
| 2    | Steve Bauer          | Weinmann     | a 1'25"   |
| 3    | Acácio da Silva      | Kas-Canal 10 | a 1'44"   |

### 10ª tappa
- 23 giugno: Sciaffusa > Zurigo – 180 km

| Pos. | Corridore       | Squadra      | Tempo    |
| ---- | --------------- | ------------ | -------- |
| 1    | Urs Freuler     | Panasonic    | 4h18'09" |
| 2    | Stephan Joho    | Ariostea     | s.t.     |
| 3    | Acácio da Silva | Kas-Canal 10 | s.t.     |

| Pos. | Corridore            | Squadra      | Tempo     |
| ---- | -------------------- | ------------ | --------- |
| 1    | Helmut Wechselberger | Malvor-Sidi  | 44h56'24" |
| 2    | Steve Bauer          | Weinmann     | a 1'25"   |
| 3    | Acácio da Silva      | Kas-Canal 10 | a 1'44"   |

## Classifiche finali

### Classifica generale
| Pos. | Corridore            | Squadra      | Tempo     |
| ---- | -------------------- | ------------ | --------- |
| 1    | Helmut Wechselberger | Malvor-Sidi  | 44h56'24" |
| 2    | Steve Bauer          | Weinmann     | a 1'25"   |
| 3    | Acácio da Silva      | Kas-Canal 10 | a 1'44"   |
| 4    | Rolf Järmann         | Cyndarella   | a 2'33"   |
| 5    | Patrick Robeet       | Lotto-Merckx | a 4'09"   |
| 6    | Francesco Cesarini   | Ariostea     | a 8'40"   |
| 7    | Mauro Gianetti       | Weinmann     | a 9'05"   |
| 8    | Fabian Fuchs         | Cyndarella   | a 10'19"  |
| 9    | Eric Van Lancker     | Panasonic    | a 10'42"  |
| 10   | Niki Rüttimann       | Weinmann     | a 11'09"  |